# The Principal
The Principal es un drama australiano transmitido del 7 de octubre del 2015 hasta el 15 de octubre del 2015 por medio de la cadena SBS One.

## Historia
La serie se centró en Matt Bashir, un profesor de historia y ex-sustituto de una prestigiosa escuela de niñas, quien es promovido a la posición de director de la escuela "Boxdale Boys High" en el suroeste de Sídney. Boxdale es una escuela con problemas con historia de conflictos y Matt está determinado a cambiar eso, pero sus intentos de reformar la escuela son vistos con escepticismo en algunos sectores, mientras que algunos de sus colegas lo tratan con hostilidad.
Pero cuando parece que Matt está progresando, Karim un estudiante de 17 años es encontrado muerto en los jardines de la escuela.

## Personajes

### Personajes Principales
| Actor            | Personaje             | Ocupación                       | N.º de episodios | Duración |
| ---------------- | --------------------- | ------------------------------- | ---------------- | -------- |
| Alex Dimitriades | Matt Bashir           | Director / Profesor de Historia | 4                | 2015     |
| Mirah Foulkes    | Kellie Norton         | Oficial de Enlace de la Policía | 4                | 2015     |
| Rahel Romahn     | Tarek Ahmad           | Estudiante                      | 4                | 2015     |
| Tyler De Nawi    | Karim Ahmad           | Estudiante                      | 4                | 2015     |
| Aliki Matangi    | Francis "Sisi" Parata | Estudiante                      | 4                | 2015     |
| Thuso Lekwape    | Kenny Movondo         | Estudiante                      | 4                | 2015     |
| Aden Young       | Adam Bilic            | Detective                       | 3                | 2015     |

### Personajes Recurrentes
| Actor                   | Personaje        | Ocupación | N.º de episodios | Duración |
| ----------------------- | ---------------- | --------- | ---------------- | -------- |
| Narek Arman             | Sami Vivas       | -         | 4                | 2015     |
| Karim Zreika            | Bilal Folouk     | -         | 4                | 2015     |
| Robert Mammone          | Dino Abbadelli   | -         | 4                | 2015     |
| Michael Whalley         | Dave Santos      | -         | 4                | 2015     |
| Di Adams                | Ursula Bright    | -         | 4                | 2015     |
| Deborah Kennedy         | Val              | -         | 4                | 2015     |
| Rebecca Massey          | Rina             | -         | 4                | 2015     |
| Andrea Demetriades      | Hafa Habeb       | -         | 4                | 2015     |
| Michael Denkha          | Mohammad Ahmad   | -         | 4                | 2015     |
| Oscar Redding           | Trevor Pieterson | -         | 4                | 2015     |
| Stephen Leeder          | Vincent Palgan   | -         | 4                | 2015     |
| Adrian Dieguez          | Terry            | -         | 4                | 2015     |
| Elijah Woods            | Raymond          | -         | 4                | 2015     |
| Cayne Docker-Clay       | Sef              | -         | 4                | 2015     |
| Tim Abdallah            | Farid            | -         | 4                | 2015     |
| George Harrison Xanthis | George Karidis   | -         | 4                | 2015     |
| Matthew DeOliveira      | Salim            | -         | 4                | 2015     |
| Alice Lily Zahalka      | Lucinda          | -         | 4                | 2015     |
| Salvatore Coco          | Frank Calabrisi  | -         | 3                | 2015     |
| Angela Punch McGregor   | Sue Langworthy   | -         | 3                | 2015     |
| Neveen Hanna            | Alma Bivas       | -         | 3                | 2015     |
| Miles Gibson            | Chris Langworth  | -         | 2                | 2015     |

## Premios y nominaciones
| Año  | Categoría                                         | Premio                                 | Nominados                                                | Resultado |
| ---- | ------------------------------------------------- | -------------------------------------- | -------------------------------------------------------- | --------- |
| 2016 | Most Outstanding Actor                            | Silver Logie Award                     | Alex Dimitriades                                         | Ganó      |
| 2016 | Most Outstanding Newcomer - Actor                 | Logie Award                            | Rahel Romahn                                             | Nominado  |
| 2016 | Best Guest or Supporting Actor – Drama            | AACTA Award                            | Rahel Romahn                                             | Nominado  |
| 2016 | Best Direction in a Drama or Comedy               | AACTA Award                            | Kriv Stenders                                            | Nominado  |
| 2016 | Best Screenplay in Television                     | AACTA Award                            | Kristen Dunphy                                           | Nominada  |
| 2016 | Best Telefeature, Mini Series or Short Run Series | AACTA Award                            | Ian Collie                                               | Nominado  |
| 2015 | Television Mini Series Original                   | AWGIE Award                            | Alice Addison & Kristen Dunphy                           | Nominado  |
| 2015 | International Competition Serial Dramas           | New Creators Award Mannheim-Heidelberg | Kristen Dunphy, Ian Collie, Alice Addison y Rachael Turk | Nominados |

## Producción
La miniserie fue escrita por Kristen Dunphy y Alice Addison, dirigida por Kriv Stenders y producida por Ian Collie. 